# Csabacsűd
Csabacsűd es un pueblo húngaro perteneciente al distrito de Szarvas, condado de Békés.

## Superficie
Cuenta con una superficie de 66,85 km².

## Demografía
Hasta 2024 la población era de 1600 habitantes, con una densidad de población de 23,93 hab/km².
| Gráfica de evolución demográfica de Csabacsűd entre 2020 y 2024 |
|                                                                 |
| Datos según la Oficina Central de Estadística de Hungría.       |